# Hans Heuser
Hans Heuser (før 1673 – efter 1699) var en dansk industridrivende.
Heusers oprindelse og uddannelse kendes ikke. Han stammede uden tvivl fra Holsten, muligvis fra grevskabet Rantzau. 1673 fik han som forpagter af papirmøllen ved Frederiksdal ret til at samle klude over hele Danmark. På Frederiksdal Mølle havde han Dronning Charlotte Amalies til Herskab, og det fik han også på Strandmøllen, da dronningen 1690 købte den. Heuser havde 1686 overtaget den for ejeren, magister Jens Portuan, sognepræst i Sorø, med udsigt til at kunne blive ejer af den. Portuan havde i 1683 købt den af brygger Peter Klauman. Han bestyrede den med dygtighed. Tidligere havde den kun en melkværn og en papirmølle, han gav den tre papirværker, to melkværne, to stampeværker og muligvis et hammerværk, men sin gæld til ejeren kunne han lige så lidt betale som sine afgifter til dronningen, hvorfor han 1693 dømtes ved Højesteret til at betale dronningen 5000 rigsdaler og sattes fra møllerne; på Strandmøllen måtte han vige pladsen for Johan Drewsen. Heuser kom i lang proces med Drewsen og truedes af dronningen med Stokhuset. Han synes dog endnu en del år at have holdt sig på Stampen, som han erhvervede fra Børnehuset 1687. Her drev han ved siden af valkemøllen en le- og jernvarefabrik, hvilket Heuser ikke var ukendt med, idet han fra 1686 havde været knyttet til Hammermøllen ved Kronborg. 1695 kom han vistnok i gældsfængsel; han levede endnu 1699, men var måske død, da Stampen omkring 1705 kom på auktion. 
Han blev gift 8. september 1675 på Frederiksdal med Cathrine Adelheid Mandersloh (død tidligst 1694).